# Musée des arts d'Afrique et d'Asie
Le musée des arts d'Afrique et d'Asie est un musée français situé à Vichy dans l'Allier, dont les collections d'artéfacts d'art décoratif et d'ethnologie d'Afrique et d'Asie ont été constituées, depuis sa création en 1923, par les dons de missionnaires et de particuliers. Il est géré par La Maison du Missionnaire de Vichy.

## Description
Les origines du musée des arts d'Afrique et d'Asie sont à chercher dans le séjour thérapeutique forcé que fit à Vichy le révérend père Henri Watthé, missionnaire lazariste en Chine, entre 1914 et 1935. Guéri par les bienfaits des eaux thermales mais dans l'incapacité de retourner en Chine, il y fonda en 1923 l'association "La Maison du Missionnaire" destiné à accueillir et à soigner ses confrères, et réserva une salle à l'exposition des objets collectés et ramenés en France par leurs soins. En 1930, à l'occasion de la construction de la nouvelle résidence "Béthanie" une salle spéciale fut construite pour exposer ces artéfacts, augmentés en 1935, à la mort du père Watthé, des collections asiatiques de son successeur, le père Aroud.
Entre 2002 et 2002, le musée fut entièrement réhabilité. Un inventaire des collections et un projet muséographique furent rédigés à l'occasion du déménagement vers la maison du 16 avenue Thermale qu'il occupe aujourd'hui et qui fut successivement, depuis sa construction en 1881, un établissement d’hydrothérapie et le laboratoire de contrôle de la qualité des eaux de Vichy.
Le musée des arts d'Afrique et d'Asie bénéficie du label Musée de France depuis sa réouverture, le 2 juillet 2002.
Ses collections asiatiques réunissent des objets de la vie quotidienne et des objets de culte de Birmanie, du Cambodge, de Chine, du Laos, de Thaïlande, et du Vietnam, parmi lesquels un salon chinois d’inspiration européenne, des statues de Bouddha et des sages taoïstes, et une collection unique de sapèques de 720 av J.-C. à nos jours.
Ses collections africaines regroupent des artéfacts du Bénin, du Burkina Faso, de la Côte d'Ivoire, du Mali, du Nigeria, du Congo,  du Gabon, et de RDC, parmi lesquels des symboles du pouvoir tels qu'armes, coiffes, objets de prestige, des masques des sociétés secrètes d’Afrique de l’Ouest et des objets des cultes africains, statuettes à charge et reliquaires.
Le tout est complété par un espace d'expositions temporaires et des projections de photographies anciennes.